# Ранжирование колледжей и университетов
Ранжи́рование ко́лледжей и университе́тов (англ. College and university rankings) — это процесс построения рейтинга высших учебных заведений путём сочетания различных факторов. Ранжирование проводится журналами, газетами, сайтами, правительством и учеными. В дополнение к ранжированию учебных заведений организации выполняют ранжирование конкретных программ, факультетов и школ. Различные рейтинги учитывают комбинации показателей благосостояния, научных достижений и/или их влияния, избирательность, выбор студентов, итоговый успех, демографическую ситуацию и другие критерии. Нет известных рейтингов для колледжей, указывающих на академический уровень студентов. Некоторые рейтинги оценивают учебные заведения в пределах одной страны, в то время как другие проводят оценку университетов по всему миру. Остается много споров о пригодности и точности ранжирования. Расширяющееся разнообразие методологий ранжирования и сопутствующая критика свидетельствуют об отсутствии единого мнения в данном вопросе.

## Глобальные рейтинги
Предназначены в частности для ранжирования университетов США. Некоторые организации проводят ранжирование университетов по всему миру:

### Академический рейтинг университетов мира
The Academic Ranking of World Universities (ARWU) был составлен Шанхайским университетом Цзяо Тун и публикуется ежегодно с 2003 года. Этот рейтинг считается одним из старейших университетских рейтингов в мире. Сейчас рейтинг поддерживается специализированной компанией Shanghai Ranking Consultancy. Рейтинг финансируется китайским правительством, и его первоначальная цель заключалась в оценке различий между университетами Китая и университетами «мирового класса». ARWU публикуется в британском журнале The Economist. Рейтинг получил высокую оценку за то, что является «последовательным и прозрачным». Министры образования Франции, Норвегии и Дании совершили поездку в Китай, чтобы найти и обсудить способы повышения позиций своих университетов в рейтингах.
ARWU не полагается на опросы и школьный материал. Показатели рассчитываются исходя из количественных и качественных данных о публикациях и характеризуют качество преподавательского состава и научно-исследовательскую производительность вуза. Это составляет 60 % от общей оценки. Среди таких критериев — число высокоцитируемых учёных среди сотрудников университета, число статей, опубликованных журналами Nature или Science за последние пять лет, число статей, вошедших в индексы научной цитируемости Science Citation Index Expanded и Social Science Citation Index за предыдущий год. Эти показатели рассчитываются по базе данных Web of Science. Другим критерием является число обладателей Нобелевской премии и Филдсовской премии по математике.
Университеты Гарварда и Стенфорда возглавляли рейтинг в течение многих лет. Одним из основных критических замечаний относительно методологии ARWU является то, что за основу берутся естественные науки и англоязычные научные журналы. Более того, для ARWU характерно «полагаться исключительно на научные показатели» и «при ранжирование предпочтение отдается образовательным учреждениям, в которых преподаватели или выпускники уже получили Нобелевские премии», что не оценивает «качество обучения или качество гуманитарных наук».

#### Предметный рейтинг ARWU
В предметном рейтинге учитываются особенности отдельных научных или предметных областей, количественные и качественные показатели. Рейтинги ARWU-FIELD рассчитываются для таких областей, как естественные науки и математика, инженерное дело и компьютерные науки, науки о жизни и сельскохозяйственные науки. Для них не учитываются показатели по статьям в Science и Nature, Clinical Medicine and Pharmacy и Social Science, кроме публикаций по конкретной области. Для рейтингов ARWU-SUBJECT (математика, физика, химия, компьютерные науки и экономика), как и в ARWU-FIELD, учитывается число публикаций в 20 % лучших журналов в соответствующей предметной области.

### Мировой рейтинг университетов Times Higher Education
С 2004 по 2009 год британское издательство Times Higher Education (THE) публиковало ежегодный рейтинг Times Higher Education–QS World University Rankings в сотрудничестве с Quacquarelli Symonds (QS). THE опубликовал рейтинг 200 лучших университетов и QS ранжировала онлайн около 500 университетов, опубликовав результаты с помощью медиапартнеров. 30 октября 2009 года THE прекратил отношения с QS и присоединился к Thomson Reuters с целью создания нового мирового университетского рейтинга под названием Times Higher Education World University Rankings. THE заявил, что академическое мнение станет частью его нового рейтинга.
3 июня 2010 года THE продемонстрировал методику, которую было предложено использовать для составления нового мирового рейтинга университетов. Новая методика включала 13 отдельных критериев эффективности, вместо 6, принятых в период между 2004 и 2009 годами. После дополнительных консультаций критерии были сгруппированы по пяти основным общим показателям, чтобы произвести заключительное ранжирование. 16 сентября 2010 года, на месяц раньше, чем в предыдущие годы, THE опубликовал первый рейтинг, используя свою новую методологию.
The Times Higher Education World University Rankings совместно с QS World University Rankings и Academic Ranking of World Universities считаются тремя наиболее влиятельными университетскими рейтингами. В 2010 году The Globe and Mail назвала Times Higher Education World University Ranking «возможно, самым влиятельным». Исследование, опубликованное профессорами Мичиганского университета в 2011 году, показало, что предыдущие рейтинги THE оказывали большое влияние на установление статуса исследовательских университетов мира.

#### Мировой рейтинг репутации THE
Рейтинги, основанные на опросе 13 388 учёных из 131 стран, впервые были опубликованы в марте 2011 года, считаются крупнейшей оценкой академической репутации на сегодняшний день. Опрос проводился на восьми языках Ipsos Media CT для партнера Times Higher Education по ранжированию данных — Thomson Reuters попросил, чтобы опытные академики выдвинули на первый план университеты, которые, по их мнению, являются самыми сильными для обучения и исследований в своих областях. Лучшие университеты в рейтинге на 2014 год — Гарвард, MIT, Стэнфорд, Кембридж, Оксфорд, УК Беркли — оказались «на голову выше остальных» и рекламировались как группа всемирно признанных «супер брендов».

### Центр всемирного рейтинга университетов
Эта консалтинговая организация, расположенная в Саудовской Аравии, ежегодно публикует рейтинг мировых университетов с 2012 года. Рейтинг основан на качестве образования, занятости выпускников, качестве факультетов, числе публикаций, числе публикаций в высококачественных журналах, цитатах, научном воздействии и числе патентов.

### Глобальный рейтинг университетов
Глобальный университетский рейтинг оценивает более 400 университетов, используя RatER — автономное, некоммерческое, российское рейтинговое агентство, поддерживаемое академическим обществом России. Методология объединяет университеты из ARWU, HEEACT, Times-QS, вебометрики и группы экспертов, сформированной из чиновников и менеджеров для определения рейтинговых шкал для индикаторов в семи областях. Учитываются успеваемость, эффективность исследований, квалификация факультета, доступность ресурсов, социально-значительные действия выпускников, международная деятельность и международное мнение. Рейтинг — среднее число опытных оценок. Однако возникло много вопросов о качестве рейтинга, когда МГУ занял пятое место в рейтинге, опередив Гарвард и Кембридж.

### HEEACT-рейтинг научных работ
Рейтинг эффективности научных работ университетов мира составлялся до 2012 года советом по оценке и аккредитации высшего образования Тайваня (HEEACT). Индикаторы предназначены для измерения как долгосрочного, так и краткосрочного выполнения научно-исследовательских работ университетов.
В этом проекте использовался библиометрический подход для анализа и оценки работы 500 лучших университетов и 300 лучших университетов в шести областях. HEEACT дополнительно предоставлял предметные рейтинги в областях науки и техники. Он также оценил 300 лучших университетов в десяти областях науки и техники. Ранжирование включало в себя 8 показателей — статьи, опубликованные в течение предыдущих 11 лет, цитаты из этих статей, «текущие» статьи, текущие цитаты, среднее число цитат на статью, «H-индекс», число «высоко-цитируемых» статей и влиятельных журнальных статей. Они представили три критерия эффективности научных работ: продуктивность исследований, влияние исследований и качество исследований.
Как и предполагалось, в 2007 году методология ранжирования одобрила университеты с медицинскими школами, и в ответ, HEEACT добавил критерии оценки. Шесть рейтингов основываются на предметной классификации WOS, включая сельское хозяйство и охрану окружающей среды (AGE), медицину (MED), проектирование, вычисления и технику (ENG), науку о жизни (LIFE), естественные науки (SCI) и общественные науки (SOC). Десять предметов охватили физику, химию, математику, науки о Земле, электротехнику, информатику, машиностроение, химическое машиностроение (в том числе энергетику и топливо), материаловедение и гражданское строительство (в том числе инженерную защиту окружающей среды.

### Индекс эффективности университетов
Научно-исследовательский индекс эффективности (PRI) — инициатива группы австралийских исследователей, изучающих выполнение научно-исследовательской работы университета. В стартовом проекте участвовало более 1 000 университетов и институтов и 5 000 факультетов (по различным дисциплинам) по всему миру. В результате, 500 лучших университетов и факультетов были представлены на веб-сайте проекта. Проект характеризуется простотой, открытостью и объективностью. Анализируется выполнение научно-исследовательской работы, оценивая публикации и цитаты. Данные о публикациях и цитатах получены из Scopus. Проект использует стандартные библиометрические показатели, а именно g-индекс и h-индекс. RPI в равной степени взвешивает вклады по пяти факторам. Пять баллов нормализуются, чтобы разместить их на одной шкале. Нормированные показатели усредняются, чтобы прийти к окончательному RPI.

### Людские ресурсы и трудозатраты
Рейтинг людских ресурсов и трудозатрат (HRLR) ежегодно публикует индексы и анализ конкурентоспособности в ChaseCareer.Net. Эта система основана на обзоре индексов людских ресурсов и трудозатрат (HRI и LRI), которые оценивают эффективность выпускников 300 лучших университетов.
В 2004 несколько учебных заведений выразили беспокойство в связи с некоторыми событиями в отношении точности и эффективности органов ранжирования и рейтингов. HRLR рейтинг был впервые введен в конце 2005 года внутри рабочей группы в ответ на это беспокойство. Группа была создана в январе 2007 года и приступила к сбору и предоставлению данных, в результате чего первые списки появились в 2007—2008 годах. Концепция ранжирования позже была принята для оценки выпускников по ARWU и многим другим рейтингам.
Новая система инновационных методов вызвала большой интерес у многих учреждений и вдохновила другие рейтинговые списки и счетчики, которые основываются на специалистах, выпускниках, руководителях, конкурентоспособности и человеческих аспектах, ориентированных на капитал. Тем не менее, HRLR остается лидером среди инновационных и комплексных подходов университетских рейтингов и не полагается лишь на вышеупомянутые аспекты.

### Лейденский рейтинг
Центр исследований науки и техники Лейденского университета поддерживает европейское и мировое ранжирование 500 лучших университетов в зависимости от влияния Интернета на научно-индексированные публикации в течение года. Лейденский рейтинг составляется по данным о публикациях в Web of Science. Его основной особенностью является расчёт всех показателей с учётом доли учёных-соавторов из разных университетов. В рейтинге сравниваются научно-исследовательские институты при этом принимаются во внимание различия в языке, дисциплинах и размерах учреждений. Несколько списков публикуются согласно различиям библиометрической нормализации, что существенно влияет на показатели. Показатели можно разделить на два типа — влиятельности и сотрудничества. К первой группе относится среднее число цитирований публикаций, число нормализованных цитирований публикаций (по области знаний, виду или году публикаций) и доля публикаций, входящих в 10 % самых цитируемых. К группе других показателей относится доля публикаций в соавторстве с другими организациями, или двумя и более странами, организациями, находящимися на расстоянии более чем 1 000 км и среднее географическое расстояние между соавторами.

### Новостной журнал
В августе 2006 года американский журнал Newsweek опубликовал рейтинг 100 лучших мировых университетов, используя выбранные критерии из ARWU и Times Higher Education-QS, и дополнительный критерий — количество томов в библиотеке. Это явилось частью специального выпуска, включая статью от Тони Блэра, тогда премьер-министра Великобритании, но выпуск повторно не выходил. Для него характерна открытость и разнообразие, а также различия в исследованиях. Ранжирование было продолжено, начиная со слияния с The Daily Beast, и в настоящее время использует данные от мирового рейтинга THE, мирового вебометрического рейтинга колледжей общественного исследования испанского национального исследовательского совета и шанхайского консалтингового рейтинга.

### Профессиональный рейтинг мировых университетов
В отличие от академических рейтингов, профессиональный рейтинг мировых университетов, основанный в 2007 горной школой Парижа, измеряет эффективность каждого университета при выпуске ведущих специалистов бизнеса. Его главный критерий при составлении — число генеральных директоров (или равнозначная должность) среди Fortune Global 500. Этот рейтинг был подвергнут критике за размещение пяти французских университетов среди топ-20.

### Мировой университетский рейтинг QS
QS — мировой рейтинг лучших университетов мира, предоставляется Quacquarelli Symonds и публикуется ежегодно с 2004 года. В 2011 было оценено 712 университетов: Кембриджский университет Великобритании, Гарвардский университет и Массачусетский технологический институт США были на вершине рейтинга. При составлении рейтинга QS не следует путать с мировым рейтингом университетов THE. С 2004 по 2009 год рейтинги QS публиковались в сотрудничестве с THE и были известны как Times Higher Education-QS World University Rankings. В 2010 QS опубликовал единственный рейтинг, составленный по старой методике, когда THE отделился от QS для создания новой методики построения рейтинга в сотрудничестве с Thomson Reuters. Рейтинг QS опубликован в U.S. News & World Report под названием «Лучшие университеты в мире».
Рейтинг QS использует экспертные данные, собранные (в 2011 году) от 33 744 учёных и академиков и 16 785 вербовщиков. Эти две оценки составляют 40 и 10 процентов соответственно от общей оценки университета. Рейтинг QS предусматривает оценку научной деятельности университета исходя из количества цитирований статей вуза в базе данных Scopus, соотношения числа преподавателей и студентов, количества международных сотрудников и студентов. Цитирование и соотношение числа преподавателей и студентов составляют 20 процентов от полной оценки; данные же о международных сотрудниках и студентах составляют только по 5 процентов каждый. Исключение самоцитирований стало существенным изменением в методике составления рейтинга после 2009 года. Эти изменения QS опубликовал онлайн в материалах о своей методике.
QS опубликовал мировой университетский рейтинг в сети Интернет 6 сентября 2011 года. Рейтинг появился в виде книг, так и через медиапартнеров, включая U.S. News & World Report и Чосон ильбо.
Начиная с 2009 года, QS добавил азиатский университетский рейтинг. Латиноамериканский университетский рейтинг QS и предметный мировой университетский рейтинг QS впервые были опубликованы в 2011 году.
Предметные рейтинги предназначены для обращения к наиболее часто критикуемым системам ранжирования мировых университетов. Такие рейтинги содержат недостаточно материала по конкретным вопросам, в которых заинтересованы потенциальные кандидаты. Эти рейтинги были составлены на основе цитат, академической экспертной оценки и обзора вербовщиков со взвешенной оценкой для каждого зависящего от культуры и практики затронутого предмета. Они публикуются по пяти областям — разработки, биомедицина, естественные науки, общественные науки, искусство и гуманитарные науки. Это охватило 29 предметов в 2012 году.

#### Рейтинг университетов Азии
В 2009 Quacquarelli Symonds (QS) запустил азиатский университетский рейтинг QS в сотрудничестве с газетой Чосон ильбо в Корее. Они оценивают 200 лучших университетов в Азии и на данный момент уже предоставили результаты три раза. Каждый год они публикуют независимый список, отличающийся от мирового университетского рейтинга QS.
Этот рейтинг использует некоторые из критериев, которыми пользуется мировой университетский рейтинг, но при этом они используют другие меры, например, обмен студентов. Поскольку критерии и их веса различны, мировой университетский рейтинг QS и азиатский университетский рейтинг QS, опубликованные в одном учебном году, отличаются друг от друга.

#### Рейтинг университетов Латинской Америки
Латиноамериканский университетский рейтинг был запущен в 2011 году. При составлении рейтинга в качестве мер используют оценку университета (30 процентов), мнение работодателя (20 процентов), число публикаций на одного преподавателя, число цитирований на статью, число преподавателей с научной степенью, соотношение числа преподавателей и студентов и веб-присутствие (на каждый критерий по 10 процентов). Эти критерии были разработаны в ходе консультаций с экспертами из Латинской Америки, а данные о веб-присутствии берутся из Испанского вебометрического рейтинга. Данное ранжирование показало, что университет Сан-Паулу в Бразилии является лучшим учреждением региона, университет занимал верхнюю строчку в рейтингах 2011 и 2012 года.

### Рейтинг исследовательских организаций
На основании данных из Scopus SCImago Institutions Rankings (SIR) публикует свой международный рейтинг исследовательских организаций и университетов с 2009 года — международный доклад SIR, который является разработкой исследовательской группы SCImago из университета Гранады. Испанская исследовательская группа состоит из членов Испанского Национального Исследовательского Совета (CSIC), университета Гранады, Мадридского университета имени Карлоса III, университета Алькалы, университета Эстремадура и других учебных заведений Испании. В 2013 году в рейтинг вошли 109 организаций России (из 2744 представленных организаций), из них 29 университетов (всего — 1996).
Ранжирование основано на данных о публикациях за предыдущие пять лет. Учитывается общее число опубликованных научных работ, число публикаций совместно с зарубежными партнёрами, среднее цитирование научных работ по отношению к среднемировому показателю, количество авторов в организации, число научных работ, опубликованных в самых авторитетных журналах, соответствие тематики научных работ специализации организации, число опубликованных научных работ, основные авторы которых указывают свою принадлежность к организации, число работ, опубликованных в изданиях, входящих в 10 % наиболее цитируемых в мире.

### U-Multirank
U-Multirank был принят для достижения целей Еврокомиссии (Европейская комиссия поддержала ТЭО) — повышению прозрачности в работе вузов и научно-исследовательских институтов. На пресс-конференции в Брюсселе 13 мая 2011 года U-Multirank был официально запущен комиссаром по вопросам образования и культуры. Андроула Василиу сказала: «U-Multirank будет полезен для каждого участвующего вуза в качестве инструмента планирования и осуществления саморегулирования. Это новый инструмент для получения дополнительных качеств — эффективность и прозрачность в европейском пространстве высшего образования», предоставляя студентам более понятную информацию, чтобы направить их в выборе темы исследования. U-Multirank открывает новые горизонты, путём создания многомерных рейтингов университетов в гораздо более широком диапазоне факторов, чем существующие международные рейтинги. Идея состоит в том, чтобы избежать упрощенных сравнительных таблиц, которые могут привести к вводящим в заблуждение сравнениям между институтами различных типов или замаскировать существенные различия по качеству между курсами в одном университете.
U-Multirank оценивает общую производительность университетов и в отдельных научных областях: в 2014 году — бизнес-исследования, электротехника, машиностроение и физика; в 2015 году будут добавлены психология, информатика и медицина. Университеты будут проверяться по 30 отдельным показателям и оцениваться в пяти группах эффективности от 'A' (очень хорошо) до 'E' (слабо). Результаты показывают, что в то время как более 95 % учреждений получают оценку 'A' хотя бы за один показатель, только 12 % имеют высшую оценку по более чем 10 показателям. Из 850 университетов рейтинга 62 % из Европы, 17 % из Северной Америки, 14 % из Азии и 7 % из Океании, Латинской Америки и Африки. U-Multirank получил €2 млн на финансирование от ЕС из предыдущей программы непрерывного образования (сейчас Эразмус) на 2013—2015 гг. с возможностью ещё на два года продлить финансирование в 2015—2017 гг. Главная цель в дальнейшем — создание независимой организации по управлению ранжированием в устойчивой бизнес-модели.

### Ранжирование университетов по успеваемости
Изданный впервые в 2010 году, университетский рейтинг академической успеваемости (URAP) был разработан в Ближневосточном техническом университете (METU) в Турции и ранжировал 2 000 университетов согласно объединению шести показателей эффективности научного исследования: текущая производительность (число опубликованных статей), долгосрочная производительность (все документы из Института научной информации), воздействие исследований (цитаты из института научной информации), воздействие (совокупное воздействие журнала), качество и международное сотрудничество.

### Глобальный рейтинг университетов
Глобальный рейтинг The U.S. News & World Report основывается на данных и метриках медиакомпании Thomson Reuters и, таким образом, методологически отличается от критериев, традиционно используемых U.S. News для ранжирования американских университетов. Университеты оцениваются по таким факторам, как научно-исследовательская репутация, публикации и ряд высоко цитируемых статей. U.S. News также предметно-ориентированные глобальные рейтинги на основе этой методологии.

### Вебометрика
Вебометрический рейтинг университетов мира производится Cybermetrics Lab (CCHS), подразделением Испанского национального исследовательского совета (CSIC) — главным государственным исследовательским органом в Испании. Он предоставляет информацию о более чем 12 000 университетах в соответствии с их веб-присутствием (оценки научного содержания, видимости и влияния университетов в Интернете). Рейтинг обновляется дважды в год — в январе и июле.
В вебометрике рейтинг или веб-рейтинг построен на основе баз данных более чем 20 000 вузов. 12 000 университетов представлены в главном рейтинге, и большинство из них рассматриваются в региональных списках.
Рейтинг строится с 2004 года. Алгоритм ранжирования основан на четырёх показателях: видимость — число внешних ссылок на страницы сайта вуза; размер — число страниц сайта; специальные файлы — количество PDF-, DOC- и PPT-файлов; научные публикации — число публикаций сайта и ссылок на них других авторов по данным Google Scholar. Широкий спектр научной деятельности появляется исключительно на научных сайтах и, как правило, упускается из виду библиометрических показателей.
Вебометрические показатели измеряют установленную приверженность веб-публикаций. Результаты вебометрики свидетельствуют о высокой корреляции с другими рейтингами. Однако, среди 200 лучших университетов есть много североамериканских вузов, в то время как представительство малых и средних биомедицинских институтов, а также немецких, французских, итальянских и японских университетов в этом рейтинге значительно меньше. Возможные причины — публикации через независимые научные советы (CNRS, Max Planck, CNR) или большое количество не англоязычного веб-контента, которые менее вероятно будут связаны между собой.

#### G-фактор
G-фактор оценивает веб-присутствие университетов и колледжей, подсчитывая число ссылок только от других университетских веб-сайтов, используя данные Google (название фактора соответствует первой букве поисковой системы). G-фактор — индикатор популярности и важности веб-сайта каждого университета, объединяющий точки зрения других учреждений. Чтобы объективно оценить университет через его веб-сайт в терминологии социальной сети, G-фактор определяет центральное положение веб-сайта каждого университета среди университетских веб-сайтов. G-фактор базируется в том числе на следующих двух максимах (всего пять предусловий):
1. «организация — это её сайт» (в особенности это верно для университетов);
2. «если что-либо не находится Гуглом, то оно не существует» (современные научные знания тесно связаны с Интернетом; из двух университетов предпочтение будет отдано тому из них, кто идёт в ногу со временем).

### Уханьский университет
Научно-исследовательский центр для оценки китайской науки в Уханьском университете строится на основе Essential Science Indicators (ESI), который содержит данные по количеству публикации статьи в журнале и частоте цитирования в более чем 11 000 журналах по всему миру в 22 областях исследований.

### Московский международный рейтинг вузов «Три миссии университета»
Ассоциация составителей рейтингов, рэнкингов и иных оценок эффективности (АСР) совместно с рейтинговым агентством RAEX с 2017 года ежегодно составляет и публикует Московский международный рейтинг вузов «Три миссии университета». В 2023 году рейтинг включал 2000 университетов из 112 стран мира. Рейтинг основывается на единообразно измеряемых количественных показателях и исключает применение данных, построенных на основе репутационных опросов.

## Региональные и национальные рейтинги

### Азия
Азиатский рейтинг университетов QS использует некоторые из тех же данных, что и Мировой рейтинг университетов, а также такие критерии, как число студентов по обмену. Рейтинг включает 200 лучших университетов Азии.

#### Китай
В Китае ранжированием университетов занимаются многие научные организации, например, такие как HRLR Asia, Ассоциация Выпускников Университетов Китая (CUAA), Центр Образования Китая и многие другие. Существует также множество рейтингов, основанных на количестве выпускников-миллиардеров, один из них — это Chinese university ranking of billionaire alumni, который обновляется каждый год.

#### Индия
Журналы Youth Incorporated, Индия сегодня, Outlook, Mint, Dataquest и EFY проводят ежегодные рейтинги для основных дисциплин. Смотрите список рейтингов Индии по следующим ссылкам: India university rankings и List of Indian engineering college rankings.

#### Япония
Большинство рейтинговых систем в Японии оценивают университеты по сложности вступительных экзаменов, называемых «Hensachi». Некоторые подготовительные школы выпускают рейтинг Hensachi каждый год, например, такие как Yoyogi Seminar and KawaiJuku. Одним из примеров такого ранжирования является Рейтинг разорения университетов — Исчезающие университеты, основанный Kiyoshi Shimano. Организации, которые используют другие методы ранжирования университетов Японии, включая Nikkei Business Publications, каждый ноябрь публикуют Рейтинг популярных университетов Японии. Издательство Toyo Keizai ежегодно публикует «Truly Strong Universities». В 2001 году японская ведущая школа предподготовки Kawaijuku также опубликовала Топ 30 университетов Японии по естественным наукам и технологиям для Министерства по образованию, культуре, спорту, науке и технологиям.

#### Пакистан
Высшая Комиссия Образования Пакистана ежегодно проводит рейтинг университетов страны.

#### Филиппины
Образовательные рейтинги на Филиппинах проводятся Professional Regulation Commission и Комиссией Высшего Образования Филиппин. Данные рейтинги основаны на среднем балле выпускных экзаменов.

#### Южная Корея
Корейский совет по высшему образованию, основанный в 2009 году, оценивает университеты Южной Кореи.

### Европа

#### Европейский союз
Европейская комиссия составила список из 22 университетов Европейского союза с самым большим научным весом. Этот рейтинг был составлен в рамках Третьего Европейского доклада по науке и технологическим показателям, подготовленный генеральным директоратом по вопросам науки и исследований Европейской комиссии в 2003 году (обновлено в 2004 году). Данный рейтинг явно определяет список лучших учреждений лишь Европейского Союза, но в полном тексте доклада представлено сравнение и с остальным миром. В докладе говорится следующее: «Университетский колледж Лондона занимает первое место за счет двух видов публикаций: ряда научных публикаций, изданных в университете, и цитат (количество цитирований научных публикаций другими исследователями)», однако в списке на первом месте указывается «Университет Лондона» подразумевая, что авторы учитывают научные достижения всего Лондонского университета, а не только, входящих в его состав, колледжей.
В этом рейтинге выделены два ведущих университета Европейского союза: Кембриджский и Оксфордский, как и в рейтингах китайского университета Jiao Tong и издания Times. Небольшие технические университеты, такие как Эйндховенский (Нидерланды) и Технический университет Мюнхена (Германия) занимают третье и четвёртое место соответственно. Они следуют сразу за Кембриджским университетом, за ними идёт Университет Эдинбурга. Доклад не даёт прямого сравнения университетов Европейского союза и университетов остального мира, хотя научный вес университетов Евросоюза вычисляется относительно усреднённых данных по всему миру.
В декабре 2008 года Европейская комиссия объявила конкурс по проектированию и тестированию новой многомерной системы ранжирования университетов с глобальным охватом. Комиссия обещала предоставить первые результаты пилотного проекта в первом полугодии 2011 года.
Другой подход к классификации европейского исследовательского пространства предлагается «Европейским исследовательским рейтингом». Этот рейтинг основан на общедоступной информации от проекта Европейской комиссии и базы данных финансирования CORDIS, и призван оценить финансирование и эффективность организации европейских научно-исследовательских институтов.

#### Австрия
Некоторые австрийские университеты, в том числе все австрийские университеты прикладных наук, принимают участие в Рейтинговой Университетской программе CHE.

#### Болгария
Рейтинговая система болгарских университетов поддерживается болгарским Министерством образования. Система сравнивает академические программы в аккредитованных высших учебных заведениях страны. Система оценивает программы, основанные на более чем 50 показателях, таких, как условия преподавания и обучения, научные исследования, возможности карьерного роста, престиж и материальные ресурсы.

#### Дания
В Дании комиссия экспертов CEPOS проводит ежегодный опрос и ранжирование высших учебных заведений на основе таких показателей как уровень образовательной программы, уровень вуза, размер заработной платы, возможности карьерного роста, процентный показатель отсева студентов и количество студентов, успешно окончивших обучение.

#### Франция
Французский журнал Le Nouvel Observateur и другие популярные журналы иногда предлагают собственные рейтинги университетов, рейтинги высших школ и их подготовительных школ.

#### Германия
В 2007 году Центром развития высшего образования в Германии был опубликован CHE «ExcellenceRanking». Рейтинг включал в себя такие науки, как биология, химия, математика и физика, а также психология, политология и экономика. Рейтинг предназначен для поддержки поиска магистерских или докторских программ. Авторы CHE также обращают внимание на научную составляющую европейских университетов и снабжают рейтинг комментариями по улучшению исследовательских программ. Рейтинг публикуется в немецком еженедельнике Die Zeit на английском и немецком языках. Данные для этого рейтинга собирает CHE Центр развития высшего образования. Английская версия создаётся при поддержке DAAD.
CHE также публикует «ResearchRanking», отражая исследовательскую значимость немецких университетов. ResearchRanking основывается на части данных UniversityRanking, посвященных научным исследованиям.

#### Ирландия
Издание The Sunday Times составляет рейтинг ирландских университетов, основанный на сочетании критериев. Учитываются такие критерии, как: экзаменационные баллы в средних школах, оценки выпускников, соотношение количества персонала и студентов, эффективность научных исследований, качество проживания студентов, количество приезжих студентов, достижения в легкой атлетике, качество и количество спортивных сооружений.

#### Италия
Каждый год итальянская газета La Repubblica, в сотрудничестве с изданием Censis, составляет рейтинг итальянских университетов.

#### Македония
Академический рейтинг университетов мира (ARWU) составил рейтинг высших учебных заведений Македонии по заказу Министерства образования и науки Республики Македония в феврале 2011 года и опубликовал его 16 февраля 2012 года. В рейтинг были включены 19 квалифицированных высших учебных заведения. В ранжировании используются 19 критериев академической успеваемости и конкурентоспособности, характеризующих вузы, а именно: преподавательскую, научную и социальную составляющие деятельности. Это первый, и пока единственный, рейтинг университетов в Македонии.

#### Нидерланды
Многие университеты в Голландии принимают участие в CHE UniversityRanking.

#### Румыния
Ассоциация румынских учёных The Ad Astra построила рейтинг румынских университетов в 2006 и 2007 годах.

#### Российская Федерация
Несколько организаций, такие, как РИА Новости, журнал Forbes, независимое рейтинговое агентство RatER, Интерфакс (в сотрудничестве с радиостанцией Эхо Москвы) и Российский журнал «Финансы» составляют собственные рейтинги российских высших учебных заведений.
Рейтинги РИА-Новости и журнала Forbes проводятся под наблюдением Общественной палаты РФ совместно с Государственным университетом — Высшей школой экономики. Рейтинг охватывает 476 высших учебных заведений и основывается на среднем балле ЕГЭ, необходимом для поступления в какой-либо университет. Рейтинг имеет отдельные «подранги» для различных предметов или групп университетов.
Рейтинги РИА-Новости учитывают репутацию университетов, унаследованную с советских времен, и не совпадают с другими местными и международными рейтингами, такими как Академический рейтинг университетов мира и Всемирный рейтинг университетов QS.
Независимое рейтинговое в сфере образования агентство RatER проводило рейтинговые исследования вузов по критериям общественной оценки, опираясь на собственные социологические исследования и официальную информацию государственных органов. В 2010 году агентство «Рейтор» прекратило свою деятельность.
Рейтинговое агентство RAEX с 2012 года ежегодно публикует несколько видов рейтингов. Во-первых, рейтинг 100 лучших вузов России, отражающий интегральную оценку качества подготовки выпускников вузов. Во-вторых, рейтинги вузов по основным направлениям. В-третьих, рейтинг влиятельности университетов. Агентство RAEX стало первой в России и четвёртой в мире организацией, чьи рейтинги вузов успешно прошли международный аудит IREG Observatory.
Также RAEX с 2015 года ежегодно составляет рейтинги лучших школ России по конкурентоспособности выпускников, а также рейтинги конкурентоспособности выпускников по основным направлениям подготовки. Рейтинги базируются на предоставленной ведущими вузами России эксклюзивной информации о приемных кампаниях.
Интерфакс ежегодно составляет рейтинг «классических» (или мульти-факультетных) университетов и высших учебных заведений, специализирующихся в области права . Интерфакс использует методику оценки количества некоторых качественных факторов, таких как научные исследования, обучение стандартам, общественное мнение и социальная и международная деятельность.
Российский журнал «Финансы» производит комплексный рейтинг высших учебных заведений, специализирующихся в области экономики и финансов. Журнал учитывает средний балл ЕГЭ, число выпускников, работающих на должности финансовых директоров и консолидированный оборот компаний, где выпускники занимают должности финансовых директоров.

#### Швеция
В Швеции, Конфедерация шведских предприятий (Svenskt Näringsliv) проводит ежегодный обзор и составляет рейтинг образовательных программ в высшем образовании, основанный на оценке размера заработной платы, перспектив карьерного роста, интернационализации и степени учебно-делового сотрудничества.

#### Швейцария
До 2004 года в Швейцарии составлялся ежегодный рейтинг университетов и политехнических вузов «The swissUp Ranking». Сегодня данный рейтинг уже не составляется, но некоторые университеты из немецкоязычной части Швейцарии, такие как ISFOA принимают участие в рейтинге CHE UniversityRanking.

#### Украина
Министерство образования и науки Украины осуществляет ежегодную официальную оценку университетов своей страны. Газета «Зеркало недели» опубликовала список 200 лучших украинских вузов в 2007 году. Киевский студенческий совет оценивает вузы на основе мнений студентов.
Также в 2008 году был инициирован рейтинг Компас.

#### Великобритания
The Research Assessment Exercise (RAE) — это оценка правительством Великобритании качества исследований в университетах Великобритании. По каждому предмету, называемому «единицей оценки», экспертом ставится оценка. Данные RAE используются при распределении государственного бюджета в сфере образования и научных исследований Великобритании. Последняя такая оценка исследований была проведена в 2008 году. RAE определяет качественную оценку исследований по всем дисциплинам. При выставлении оценки по каждому из предметов используют бальную систему (от одного до пяти баллов) в зависимости от количественного показателя работы, которую оценивают для достижения национального или международного качества и совершенства. Участвующие учреждения получают гранты от одного из четырёх высших органов финансирования образования в Англии, Шотландии, Уэльса и Северной Ирландии. Тремя лучшими университетами в 2008 году стали: Лондонская школа экономики, Кембриджский университет и Оксфордский университет.
Агентство по обеспечению качества в высшем образовании (QAA) оценивает уровень обучения в вузах. QAA является независимым органом, созданным вузами Великобритании в 1997 году. QAA работало по договору с Советом по финансированию высшего образования в Англии для оценки качества образования в английских университетах. Агентство QAA заменило Teaching Quality Assessments (TQAs). TQAs оценивало административные, политические и процедурные рамки, в которых имел место образовательный процесс, а качество преподавания напрямую уже не оценивалось. Эта система контроля TQA была заменена системой информационного обеспечения QAA, в том числе национального опроса студентов. QAA публикует результаты, которые были использованы в таблице ранжирования промышленных предприятий.
Свои собственные образовательные рейтинги приводят: Times Good University Guide, The Complete University Guide, еженедельная газета Independent, The Sunday Times University Guide, журнал The Guardian.

### Северная Америка

#### Канада
Maclean's, канадский новостной журнал, публикует ежегодный рейтинг университетов Канады, называемый Maclean’s University Rankings. Критериями рейтинга являются характеристики студентов, учебных курсов, факультетов, финансирования, данные о библиотеках университета и о его репутации. Рейтинги делятся на три категории: школы, с направлением бакалавриата, школы с программами бакалавриата и магистратуры, а также школы, которые имеют профессиональную медицинскую программу и большой выбор магистерских программ.
Университет Калгари проводит официальное исследование, исследует методику ранжирования, поясняя факторы, определяющие ранг университета в списке и критикует некоторые аспекты методологии. Альбертский университет, Университет Торонто и Университета Манитобы выразили недовольство Макклиновской рейтинговой системой.
Существует заметное различие между рейтингом в США и рейтингом Маклина, однако интересным фактом является то, что рейтинг Маклина не включает частно-финансируемые университеты. При этом большинство учреждений Канады, в том числе и самые известные, финансируются государством.
Начиная с сентября 2006 года, более 20 канадских университетов, в том числе некоторые из самых престижных и крупнейших университетов, таких как Университет Торонто, Университет Британской Колумбии, Альбертский университет, Университет Конкордия, Университет Макмастера и Университет Далхаузи, совместно отказался от участия в рейтинге Маклина. Президент университета Альберты Индира Самарасекера писал, что рейтинг Маклина изначально обратился к университетам с запросом в соответствии с правовым документом «о свободе информации», но для ответа университетам было дано слишком мало времени. Самарасекера далее заявил: «Большинство университетов уже разместили данные онлайн, и мы направили персонал Маклина на наши веб-сайты. В случаях, когда персонал журнала не смог найти данные на нашем веб-сайте, они решили использовать данные предыдущего года».

#### Мексика

##### Сравнительное исследование мексиканских университетов
Мексиканские учреждения сравниваются в «Сравнительном исследовании мексиканских университетов» (ECUM), разработанном в рамках Национального автономного университета Мексики (UNAM). ECUM предоставляет данные об участии университетов в написании статей в научных журналах, индексируемых Web of Science, при участии преподавателей в каждом из трёх уровней национальной исследовательской системы (SNI); о получении ученых степеней в Национальном совете по науке и технологии (КОНАСИТ), регистрирующем успешные работы аспирантов, и ряде других учебных научно-исследовательских предметов (cuerpos academicos) в соответствии с программой Секретариата народного образования (SEP) PROMEP.
ECUM предоставляет онлайн-доступ к данным 2007 и 2008 годов через ExECUM. Эти данные могут быть визуализированы тремя способами:
- Подборка самых популярных 58 университетов (43 общественных и 13 частных). Этот список включает более 60 % студентов и аспирантов. В этот список входят федеральные государственные университеты: (Национальный автономный университет Мексики, Instituto Politécnico Nacional, Universidad Autónoma Metropolitana, Национальный педагогический университет, Universidad del Ejército y la Fuerza Aérea, Colegio de México, Universidad Autónoma de Chapingo, Universidad Autónoma Agraria Antonio Narro), 35 государственных университетов(UPES) и группу частных учреждений, которые участвуют в отдельных классификационных данных ECUM.
- Таблицы с 20 лучшими учреждениями по каждому критерию. Сюда относятся некоторые из вышеуказанных университетов, в дополнение к остальной части высших учебных заведений Мексики, а также институты, центры и другие исследовательские организации.
- Поиск и выбор более чем из 600 институтов, отсортированных по типу организации, организационным собраниям, по отрасли деятельности в алфавитном порядке.

ExECUM позволяет пользователям устанавливать типы сравнения и значения, которые они считают актуальными. Данные представлены в сыром виде, практически без производных показателей. Пользователи могут сравнивать переменные и строить индикаторы в соответствии с собственными предпочтениями.
На основе этого сравнительного исследовательского проекта создатель ECUM, Dirección General de Evaluación Institucional, опубликовал отчеты на основе анализа данных за 2007 и 2008 года.

#### США

##### Совет по оказанию помощи образованию
Совет по оказанию помощи образованию публикует список лучших университетов с целью ежегодного сбора средств. Способность к сбору средств отражает, среди прочего, выпускников и взгляды стороннего дарителя на качество университета, а также способность университета расходовать денежные фонды на факультеты и оборудование. В последнем рейтинге Стенфордский университет опередил Гарвардский и Колумбийский.

##### Справочник The Daily Beast
В рейтинге, публикуемом The Daily Beast, учитывается девять факторов, из них доступность, будущий заработок и учёная степень являются наиболее важными. По другим критериям оцениваются преподаватели, многообразие, легкая атлетика, ночная жизнь, деятельность и качество университетского городка. The Daily Beast рассмотрели около 2 000 университетов и опубликовали рейтинг топ-200. В лучшую пятерку вошли Йель, Массачусетский технологический, Стенфорд, Гарвард и Колумбийский.

##### Рейтинг Forbes
В 2008 году Forbes.com начал публиковать ежегодный список, подготовленный Центром доступности и производительности колледжей — «Лучшие колледжи Америки». При составлении рейтинга Forbes использовался список выпускников, опубликованных в Кто есть кто в Америке, оценки студентов из RateMyProfessors.com, размер зарплаты (о котором выпускники сообщают сами) из PayScale, четырёхлетнее обучение, количество студентов и преподавателей, получающих «национальные конкурсные награды», и долг за четыре года, накопленный студентом. В этом рейтинге не учитываются субъективные меры, такие как общественная репутация, в результате чего университеты Лиги Плюща и другие высокоавторитетные колледжи оказываются на более низких позициях, чем в других списках. В последнем опубликованном рейтинге на первом месте находится колледж Стэнфорда, за ним — Помона, Принстон, Йель и Колумбийский.

#### Рейтинг Money
В рейтинге колледжей журнал Money учитывает 18 факторов, которые он разделяет на категории — качество образования, доступность и заработок. При составлении рейтинга было рассмотрено 1500 колледжей и опубликован рейтинг 665 лучших из них. Согласно Money, в пятерку лучших вошли колледжи Бэбсон, Уэбб, Массачусетский технологический, Принстон и Стэнфорд.

###### Колледжи мечты The Princeton Review
The Princeton Review ежегодно спрашивает студентов и их родителей, каков их колледж мечты, не учитывая такие факторы как стоимость обучения и способ поступления. Стэнфорд — лучшая «школа мечты студентов». Стэнфорд — также лучшая «школа мечты родителей». Стэнфорд обошёл Гарвард и Колумбийский среди студентов, и Гарвард и Принстон среди родителей будущих студентов.

###### Предпочтительный рейтинг
Эйвери и др. предложили использовать моделирование выбора для ранжирования колледжей. Их методология использовала статистический анализ решений 3 240 студентов, которые поступили в колледжи в 1999 году. Parchment, в прошлом MyChances.net, принял аналогичный подход в 2009 году. В процессе исследования рассматривались студенты, которые поступили в несколько колледжей. Колледж, который студент выбирал для учёбы, становился победителем, а другие проигравшими. Для назначения очков за каждую победу или поражение использовался Рейтинг Эло (колледжи были ранжированы на основе точек Эло). Полезным следствием использования точек Эло является то, что они могут быть использованы для оценки частоты, с которой студенты, допущенные к поступлению в два колледжа, будут делать выбор между ними. В последнем рейтинге первое место занимает Стенфорд, за ним следуеют Массачусетский технологический, Гарвард и Принстон.

#### Индекс социальной мобильности
Индекс социальной мобильности (SMI) является результатом совместной публикации CollegeNet и PayScale. Цель рейтинга — обеспечить меру степени, в которой будет представлено экономическое процветание колледжей. Рейтинг был создан в ответ на публикацию в Science, в которой говорилось, что среди развитых стран Соединённые Штаты обеспечивают своих граждан минимальными экономическими возможностями и мобильностью. Рейтинг был также создан для борьбы с возрастающими затратами на обучение, большая часть которых приписана усилиям некоторых колледжей увеличить их собственную известность и богатство, такими образом повысив свой рейтинг в СМИ. Согласно SMI, лучшие пять колледжей — технологическая школа университета Монтаны, университет Роуэна, университет штата Флорида A&M, Калифорнийский политехнический университет в Помоне и университет штата Калифорния в Нортридж.

###### U.S. News & World Report

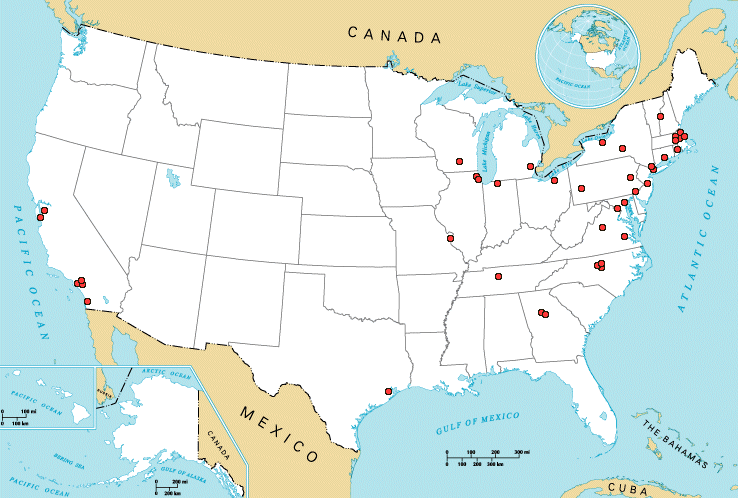
Топ-40 «Национальных университетов» по версии U.S. News & World Report, 2007

Журнал U.S. News & World Report составляет рейтинг колледжей и университетов с 1983 года. Рейтинг колледжей публиковался ежегодно, за исключением 1984 года. Как показало исследование, порядок университетов в рейтинге имеет большое влияние; увеличение позиции в рейтинге на один пункт приводит к увеличению числа поданных заявлений на поступление в университет на 0,9 %.
Рейтинг U.S. News основан на данных, которые собираются либо от каждого учебного заведения, либо формируется на основе ежегодного исследования или по данным веб-сайта школы. Существовал ряд противоречивых оценок, касающихся этого ежегодного обзора, в том числе письмо от Annapolis Group. В письме директоров школ просят не участвовать в ежегодном обзоре U.S. News. В результате «на встрече большинство из 80 директоров сообщили, что они не намерены участвовать в рейтингах U.S. News в будущем». Также утверждают, что в имеющихся отчётах от университетов сообщались недостоверные данные с целью повышения позиции в рейтинге.
При построении рейтинга в формуле учитывается общественное мнение преподавателей и администраторов за пределами учебного заведения.
U.S. News и World Report разделяют колледжи и университеты по четырём отдельным категориям, основываясь на наличии магистра, докторские степени, или только степени бакалавра и категория, в которой предлагаются эти соответствующие типы степени. В категории региональных колледжей лучшими являются военная академия береговой охраны США (на севере), университет Асбери (на юге), университет Тейлор (на среднем западе) и колледж Карролл (на западе). В категории региональных университетов лучшими стали университет Вилланова (на севере), университет Элон (на юге), университет Крейтон (на среднем западе), университет Тринити (на западе). В категории гуманитарных вузов на первых местах университет Роджера Уильямса, Амхерстский колледж, колледж Свартмор и колледж Уэллсли. Боудин-колледж и колледж Помоны разделили пятую строчку. Категорию национальных университетов возглавили Принстон, Гарвард и Йель. Колумбийский, Стенфордский и Чикагский университеты заняли четвёртую строчку.

###### Рейтинг национального исследовательского совета США
Национальный исследовательский совет оценивал докторские исследовательские программы американских университетов последний раз в 1995 году. Сбор данных для обновленного рейтинга начался в 2006.

###### Faculty Scholarly Productivity Index
Индекс Faculty Scholarly Productivity от Academic Analytics позволяет оценить 354 учреждения, основываясь на публицистической способности, количестве цитат, грантах на проведение исследований и премиях.

###### Лучшие американские исследовательские университеты
Центр измерения производительности университетов с 2000 года оценивает американские исследовательские университеты и называет лучшие из них. Методология оценки основана на таких признаках, как публикации исследований, цитаты, признания и финансирование, а также SAT в качестве оценки качества студентов. Используемая информация может быть найдена в общедоступных материалах, уменьшая возможности для манипуляций. Методология в целом последовательна из года в год, и изменения объясняются в публикациях наряду со ссылками от других исследований.

###### Рейтинг Washington Monthly
«Рейтинг колледжей» Washington Monthly в последний раз был опубликован в 2011 году, первый выпуск которого вышел в 2005 году. Предполагается, что рейтинг американских университетов и колледжей, основанный на том, как хорошо каждый повышает социальную мобильность, будет способствовать научным и гуманитарным исследованиям и будет повышать качество обслуживания. В Washington Monthly разделяют колледжи и университеты по четырём отдельным категориям, основываясь на том, есть ли степени магистра, докторские степени, или только степень бакалавра и категория, в которой предлагаются эти соответствующие типы степени. Среди колледжей по направлению бакалавра лучшими стали государственный университет Элизабет Сити, университет Таскджи, колледж Бетел, университет иезуита Уилинга и колледж Мессия. В категории гуманитарных вузов — Брин-Мор-колледж, колледж Карлтон, Берия-колледж, колледж Свартмор и колледж Харви Мадд. Среди университетов на степень магистра — университет Крейтон, государственный университет Труман, университет Валпараисо, университет Тринити и государственный университет Нью-Йорка Дженесео. В категории национальных университетов — Калифорнийский университет в Сан-Диего, Калифорнийский университет в Риверсайде, Калифорнийский университет в Беркли, Техасский университет A&M и Калифорнийский университет в Лос-Анджелесе.

###### TrendTopper MediaBuzz
TrendTopper MediaBuzz — гид американского колледжа, «бренд интернет-ценности», основанный на данных из Интернета и глобальных источников СМИ. Они оценивают 300 лучших колледжей и университетов США. Гид содержит специальности коммерческих школ, в том числе художественной, бизнеса, дизайна, музыки и интернет образования. Ранжирование колледжей TrendTopper MediaBuzz проводится дважды в год GLM Остина, Техас.
Журнал Time описал интернет-бренд как «меру того, кто говорит о Вас онлайн», основанную на интернет-данных, блогах и лучших 75 000 выпусках печатных и электронных СМИ.
GLM оценивает вузы «согласно бренду интернет-ценности… сосредотачиваясь на присутствии онлайн, GLM надеется избежать предубеждений, которые характеризуют другие рейтинги, те что обычно полагаются на мнения официальных представителей университетов советников колледжей, а не на мнение общественности». GLM полагает, что рейтинг обеспечивает актуальную перспективу, на которой у школ есть самый популярный бренд. Получающийся рейтинг измеряет относительную величину различных учреждений и динамику их развития в течение долгого времени.

###### Американский совет попечителей и выпускников
В 2009 году американский Совет попечителей и выпускников (ACTA) начал классификацию колледжей и университетов на основании их требований к общему образованию. В ежегодном отчёте ACTA под названием «Что они изучают?» колледжам и университетам ставится буквенная оценка от 'A' до 'F', основанная на том, какие из семи предметов требуется сдать студентам. Это сочинение, математика, иностранный язык, наука, экономика, литература и американское правительство или история . Издание «Что они изучают?» 2011—2012 гг. оценило 1 007 учебных заведений. В этом издании 19 учебных заведений получили оценку «A», за требование к шести предметам из семи. В издании 2012—2013 гг. исследование оценило 1 070 колледжей и университетов, из них 21 учебное заведение получили оценку «А». Система оценки ACTA была одобрена Мэлом Элфином, главным редактором рейтинга US News & World Report. Редактор раздела о высшем образовании Нью-Йорк Таймс Стэнли Фиш, согласился с тем, что у университетов должна быть сильная учебная программа, но не согласен с некоторыми предметами, что включены в основу оценки ACTA.

###### Другие
Другие организации, которые оценивают американские образовательные учреждения, включают Fiske Guide to Colleges и College Prowler. Многие специализированные рейтинги доступны в путеводителях. В них учитываются студенческие интересы, области исследований, географическое положение, финансовая помощь и доступность.
Среди рейтингов, имеющих дело с отдельными областями исследования, есть философский отчет Гурмана или «Отчет Leiter», занимающийся ранжированием кафедр философии в университетах. Этот доклад вызвал критику с различных точек зрения. Примечательно, что практики континентальной философии, которые воспринимают отчет Leiter как несправедливый по отношению к своей области, собрали альтернативные рейтинги.
Отчет Гурмана, в последний раз опубликованный в 1996, оценивал качество программ бакалавров и аспирантов.
Институт Гэллапа опрашивал взрослых американцев и узнавал их мнение на вопрос "Какой колледж или университет является лучшим в США?.
Гид по онлайн-школам ежегодно публикует онлайн-рейтинг вузов, используя в качестве критериев уровень рекомендации, стоимость обучения, уровень усвоения курса, аккредитацию. Все учебные заведения в онлайн-рейтинге за 2013 год имеют региональную аккредитацию.
Princeton Review ежегодно издаёт книгу о лучших колледжах. В 2011 году она вышла под названием «373 лучших колледжа».
С точки зрения университетских спортивных программ, ежегодный кубок NACDA обеспечивает меру всестороннего университетского спортивного успеха команды. Стэнфорд завоевывал кубок в течение девятнадцати лет подряд и готов забрать себе двадцатый кубок, когда закончится сезон 2014 года.

### Океания

#### Австралия
The Good Universities Guide (Гид по хорошим университетам) и Excellence in Research for Australia ежегодно составляют рейтинг университетов Австралии.

### Южная Америка

#### Аргентина
В Аргентине Национальная комиссия по оценке и аккредитации университетов ранжирует программы высшего образования в зависимости от аттестации и аккредитации.

#### Бразилия
Последний по времени создания рейтинг Ranking Universitário Folha (RUF) (сайт на португальском языке) был создан газетой Folha de São Paulo. Этот рейтинг учитывает четыре показателя: качество образования, качество исследований, оценка рынка и индикаторов инноваций.

#### Чили
В Чили «Comisión Nacional de Acreditación» (Национальная комиссия по аккредитации университетов) руководит аттестацией и аккредитацией. Она также ранжирует университеты в соответствии с уровнем аккредитации. Другие коммерческие рейтинги созданы научными журналами, в том числе Que Pasa и América Economía. Рейтинг Que Pasa учитывает мнение 1 000 работодателей по всей стране. Рейтинг América Economía учитывает уровень знаний студентов, качество преподавания, оценка профессоров студентами, производительность исследований, интернационализацию, интеграции с сообществами, уровень студенческой жизни и наличие студентов из низших социальных слоев.